# Basata
Basata (dawniej Ras al-Burka, Ras al-Burqa) – niewielka miejscowość wypoczynkowa w Egipcie, w północnej części czerwonomorskiej Zatoki Akaba, obok cypla Ras al-Burka, przy drodze nr 35 z Szarm el-Szejk do Taby, na Riwierze Morza Czerwonego. Administracyjnie należy do muhafazy Synaj Południowy. W pobliżu znajdują się liczne rafy koralowe.
5 października 1985 roku w miejscowości doszło do masakry, w której egipski żołnierz Suleiman Khater zastrzelił siedmioro izraelskich turystów – troje dorosłych i czworo małych dzieci.